# Bánóczi László
Bánóczi László (Budapest, 1884. november 23. – Budapest, 1945. június 12.) színházi rendező, dramaturg, színházi író, műfordító.

## Pályafutása
Bánóczi József irodalomtörténész, filozófus és Leipniker Szidónia fia. Budapesten hallgatott jogot, majd Berlinben és Lipcsében tanult esztétikát és filozófiát. 1904-ben kapcsolódott be a munkásmozgalomba, irányította a szociáldemokrata párt művelődéspolitikáját. 1904-ben a Thália Társaság alapítói között volt, majd 1904–1908 között vezette is, és ugyanitt rendezőként is dolgozott. 1908–1920 között Országos Munkásbiztosító Pénztár tisztviselője volt, 1918–1921 között pedig az Országos Stefánia Szövetség igazgatója. 1921-ben került a Vígszínházhoz, ahol rendezőként működött, 1924-től a Magyar Színház főrendezője volt, 1925-ben pedig a Belvárosi Színháznál dolgozott ugyancsak rendezőként. 1924-ben a Műhely csoport, majd 1929–1930-ban az Új Színház dramaturgjaként tevékenykedett. 1934-ben megválasztották az Új Thália ügyvezető elnökének, ezután 1940–től 1944-ig az Országos Magyar Izraelita Közművelődési Egyesület (OMIKE) Művészakcióját vezette, amelynek során 440 üldözött művész számára hozott létre munkahelyet a budapesti Goldmark-teremben.
Lefordította Goethe A testvérek (1904) és Wedekind A hőstenor (1905) című drámáit és még több másik színművet is.
Publikált dramaturgiai, szépirodalmi, szociálpolitikai, közegészségügyi, közgazdaságtani cikkeket egyaránt.

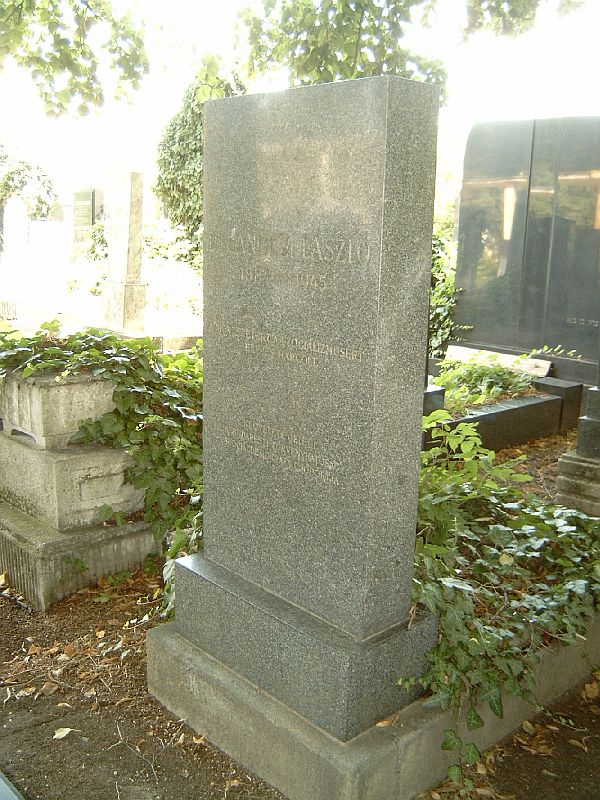
Bánóczi László sírja Budapesten. Kozma utcai izraelita temető: 5B-8-1

## Magánélete
Első felesége Balog Vilma volt, akit 1919. augusztus 1-jén Budapesten vett nőül, 1922-ben elvált tőle. Második házastársa Mezey (Castiglione) Hermina Jozefa volt, akivel 1924. november 29-én a Józsefvárosban kötött házasságot.

## Fontosabb rendezései
- Ibsen: Kísértetek, (Thália Társaság, 1908)
- Hauptmann G.: Henschel fuvaros, (Thália Társaság, 1908)
- Shaw G. B.: Szent Johanna, (Magyar Színház, 1924)
- Kaiser: Az elcserélt gyermek, (Magyar Színház, 1924)
- Pirandello: Az ember, az állat és az erény (Belvárosi Színház, 1925)

## Könyve
- Shakespeare a mai színpadon (Budapest, 1910)

## Fordításai
- Goethe: A testvérek. (Budapest, 1904)
- Wedekind: A hőstenor. (Budapest, 1910)
- Kropotkin: A francia forradalom. I–II. (Budapest, 1921)
- Hauptmann: Görög tavasz. (Budapest, 1922)
- Hermann Müller: Marx és a szakszervezetek. (Budapest, 1922)
- Parvus: Állam, ipar, szocializmus. (Budapest, 1924).